# 고 어헤드 이글스
고 어헤드 이글스(네덜란드어: Go Ahead Eagles 호 아헤아트 에아흘러스[*])는 오버레이설주 데벤터르를 연고지로 하는 네덜란드의 축구 클럽이다. 현재는 에레디비시에 참가하고 있다.

## 성적
- 에레디비시 우승

우승 (4): 1917, 1922, 1930, 1933
- KNVB 컵 준우승

우승 (1): 1965
- 트베이더 디비시 우승

우승 (1): 1959

## 선수 명단

### 현역
참고: FIFA 자격 규정에 따라 소속된 국가대표팀 국기를 표시합니다. 선수는 복수의 FIFA 비회원국 국적을 가지고 있을 수 있습니다.
| 번호 | 포지션 | 국적 | 이름          |
| ---- | ------ | ---- | ------------- |
| 1    | GK     |      | 루카 플로크만 |

| 번호 | 포지션 | 국적 | 이름 |
| ---- | ------ | ---- | ---- |

## 역대 감독
| 감독            | 임기        |
| --------------- | ----------- |
| 배리 휴스       | 1970 ~ 1973 |
| 레오 베인하커르 | 1975 ~ 1976 |
| 에릭 텐 하흐    | 2012 ~ 2013 |
| 폴 시모니스     | 2024 ~      |

## 같이 보기
- 에레디비시